# Passer (efternavn)
|  | Se også Passer (flertydig) |
Efternavnet Passer kan henvise til flere personer:
- Arent Passer(de) (cirka 1560, Haag  –  1637, Tallinn), en nederlandsk-estisk billedhugger
- Dirch (Hartvig) Passer (1926, Østerbro  –  1980, København), en populær dansk komiker og skuespiller
- Dorte Passer (født 1951), en dansk skuespiller og reklamefotograf
- Hanne (Bjerre) Passer (1943  –  2007), en dansk tegner og kunstner
- Ivan Passer(en) (født 1933), en tjekkisk filminstruktør og manuskriptforfatter
- Juliette (M). Passer(en), en amerikansk advokat, forfatter, musik direktør for "ES Records", og grundlægger af "Panamanagement Corporation"
- (Norma Lillian) Kirsten Thomsen, født Passer (1930, Nårup  –  2012), en dansk skuespillerinde, og søster til Dirch og Marchen Passer
- Marchen Passer (født 1938, København), en dansk skuespiller
- Radim Passer(cs) (født 1963, Jihlava), en direktør i Passerinvest Group
- Susanne Riess-Passer, født Riess (født 1961, Braunau am Inn), en østrigsk politiker fra Freiheitliche Partei Österreichs (FPÖ)